# Amada tříbarvá
Amada tříbarvá též amadina tříbarvá (Erythrura trichroa) je druh drobného ptáka z rodu amada (Erythrura). Obývá severní část Austrálie a Oceánie a jedná se o druh běžně chovaný v zajetí, první dovoz do Evropy, konkrétně do Anglie, se uskutečnil roku 1980. Přestože se amady tříbarvé vyskytují hlavně na území Austrálie a Oceánie, pravděpodobně pocházejí z Asie. Bývají často zaměňovány s amadami papuánskými (Erythrura papuana).

## Výskyt a status

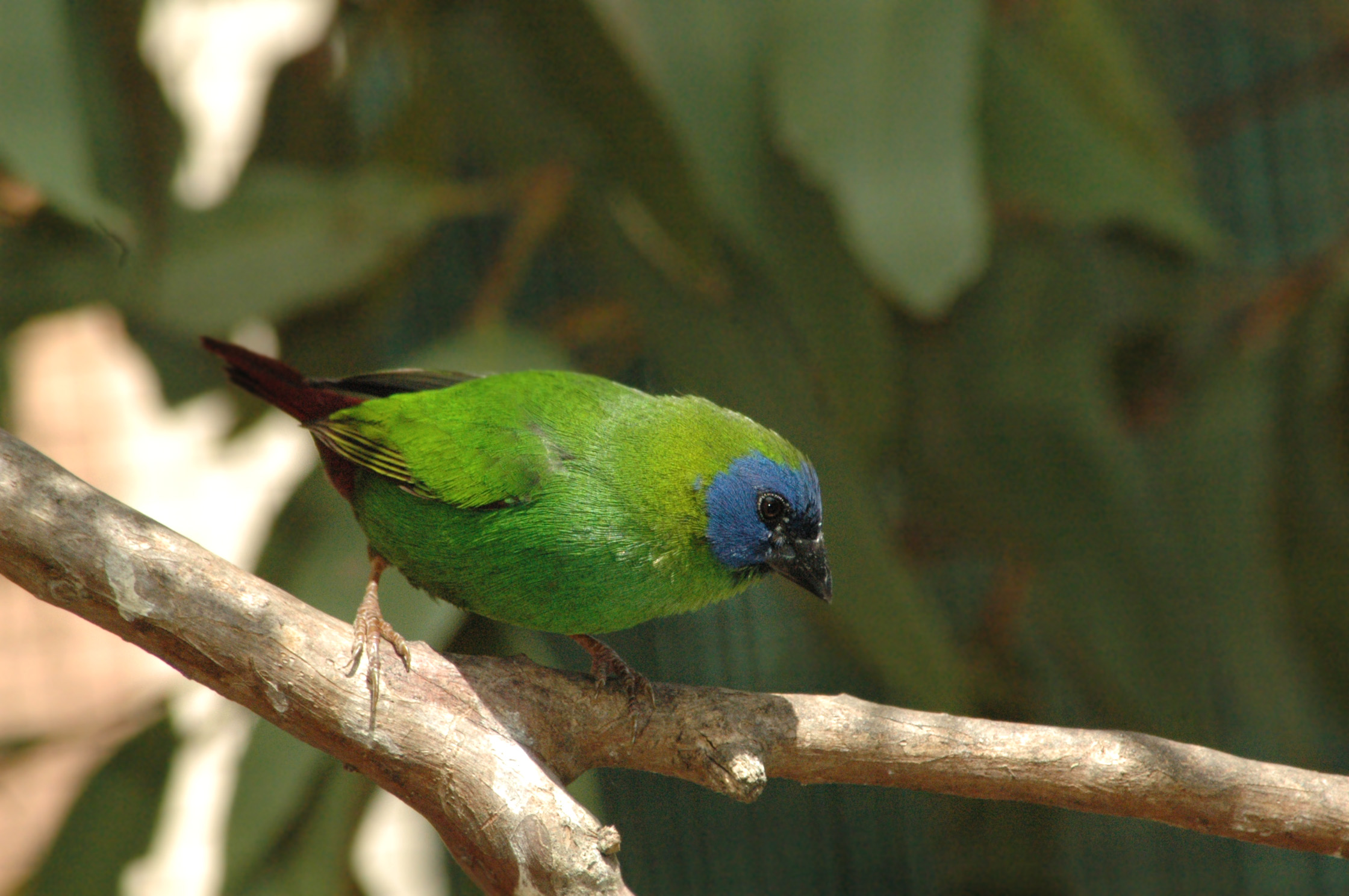
Sameček

Areál výskytu amady tříbarvé zahrnuje Celebes, Moluky, Novou Guineu, Austrálii, konkrétně Yorský poloostrov, Nové Irsko, Novou Británii, Bismarckovo souostroví a Šalomounovy ostrovy. Celkem se jejich globální rozsah odhaduje na 10 000 000 km2. Obývají okraje deštných lesů v převážně vyšších polohách; od 800 do 2 400 m n. m. Jejich nalezení je poměrně těžké, jelikož většinu života tráví schované vysoko v korunách stromů. Žijí v blízkosti vody a s oblibou se v ní potápějí.
Druh amada tříbarvá má stabilní a rozsáhlé populace, kterým nehrozí, mimo pytláctví, příliš nebezpečí, i proto jim IUCN přiřazuje status málo dotčený (LC).

## Popis
Amady tříbarvé jsou 12 až 13 cm velcí pěvci z čeledi astrildovitých. Přestože to nejsou příliš pestře zbarvení ptáci, mezi chovateli okrasného ptactva jsou pro svoji nenáročnost oblíbení. Samičky i samečci jsou zbarveni téměř stejně, jen s tím rozdílem, že u samiček vidíme méně syté barvy, než u jejich protějšků. Jsou to zeleně zbarvení ptáci, u nichž je nejvýraznější modře zbarvená oblast na hlavě. Ocasní pera jsou světle oranžová až béžová, zobák šedivý, nohy oranžové, podobně jako ocasní peří. Jinak je celý pták zelený. Mláďata jsou jednolitě zelená jen s několika nevýraznými modrými pery na hlavě. Ve čtyřech měsících již mláďata vypadají jako dospělí.
Amady tříbarvé žijí v párech nebo malých skupinkách. Živí se drobnými semeny, mladými listy některých druhů stromů, zralé ovoce a menším hmyzem. V době hnízdění si sameček a samička společně postaví hnízdo vakovitého tvaru s malým bočním vchodem, kam pak samička naklade 3 až 5 čistě bílých vajec. Následně vejce inkubují střídavě oba rodiče asi po dobu 12 až 15 dnů. Mláďata se líhnout úplně holá, jen se svítivě modrými papilami u kořene zobáku, které jim zůstávají ještě po dobu několika dní po opuštění hnízda. To opouštějí 21 až 23 dní od vylíhnutí.

## Chov v zajetí
Amady tříbarvé jsou mezi chovateli, i těmi českými, oblíbené. Jsou to nenároční voliéroví ptáci, kteří potřebují voliéru větších rozměrů a jako krmení jim postačí směs různých druhů pros a lesklice. Moučné červy nebo muší larvy je vhodné podávat jen v malém množství. V současné době lze mezi chovateli okrasného ptactva pozorovat pouze jedinou skutečnou mutaci; lutino. Takoví ptáci mají červené oči, a veškerá zelená barva je nahrazena barvou žlutou, stejně tak bílá nahrazuje modrou. U zbarvení mořská zeleň se pravděpodobně jedná jen o modifikaci, nikoliv mutaci. Existují i jedinci se zbarvením straka, ti jsou žluto zeleně strakatí.

## Taxonomie
Druh amada tříbarvá byl poprvé popsán ornitologem Heinrichem von Kittlitzem v roce 1835. Tvoří jedenáct poddruhů (avšak některé zdroje uvádí pouze deset). Jsou to tyto: Erythrura trichroa clara, Erythrura trichroa cyanofrons, Erythrura trichroa eichhorni, Erythrura trichroa macgillivrayi, Erythrura trichroa modesta, Erythrura trichroa pelewensis, Erythrura trichroa pinaiae, Erythrura trichroa sanfordi, Erythrura trichroa sigillifer, Erythrura trichroa trichroa a Erythrura trichroa woodfordi.
Jednotlivé poddruhy se liší, spíše než zbarvením, především místem výskytu. Obývají lesnaté biotopy. Erythrura trichroa cyanofrons obývá Vanuatu a ostrovy Loyauté v Nové Kaledonii, zatím co Erythrura trichroa pelewensis mimo Palauské souostroví nenajdeme. Erythrura trichroa sigilifera žije na Nové Guineji, ostrovech Tombara (Nové Irsko), Birara (Nová Británie), na D'Entrecasteauxových ostrovech a mimo jiné i na Yorském poloostrově. Nominátní poddruh Erythrura trichroa trichroa zase obývá pouze mikronéský ostrov Kusaie.